# Cindy Hoetmer
Cynthia (Cindy) Hoetmer (Amsterdam, 4 juli 1967) is een Nederlandse romanschrijfster. Daarnaast schreef ze columns voor onder meer Blvd. en Nieuwe Revu. Ze omschrijft haar werk zelf als "autobiografische non-fictie". Hoetmer gebruikt veel droge humor in haar werk.

## Achtergrond
Hoetmer groeide op in Amsterdam op woonarken aan de Jacob van Lennepkade en het IJsbaanpad. Ze kreeg haar basisopleiding aan de Open Schoolgemeenschap Bijlmer (OSB) in Amsterdam-Zuidoost en het Spinoza Lyceum in Amsterdam-Zuid; ze deed daar in 1988 eindexamen mavo. In 1988 volgde haar eerste baantje bij Art Unlimited. In 1992 deed ze een poging toegelaten te worden aan de Gerrit Rietveld Academie in Amsterdam, maar werd ze afgewezen.

## Werk
Vanaf 1995 tot 2004 schreef Hoetmer columns voor het blad Blvd., daaropvolgend vanaf 2004 tot 2006 voor HP/De Tijd en vanaf 2006 tot 2012 voor Nieuwe Revue, waar ze werd ontslagen. Ze stapte over naar Facebook waar ze korte autobiografische verhalen schreef. Vanaf 2020 werden verschillende artikelen van haar geplaatst in De Volkskrant, Vrij Nederland, Trouw, Jan en Uitkrant.
Hoetmers debuutroman Het beest in Daisy werd in 2005 uitgebracht door De Arbeiderspers. Het is het verslag van twee liefdesrelaties van hoofdpersoon Daisy Steenhuys, namelijk met haar schoolvriend de kraker Jay en, jaren later, met de filmproducent Philip F. Springer, bijgenaamd 'Het beest'. De namen Daisy en Jay zijn een verwijzing naar Jay Gatsby en Daisy Buchanan, de hoofdpersonages van F. Scott Fitzgeralds klassieke roman The Great Gatsby uit 1925, terwijl de letter F. in de naam van Springer verwijst naar Fitzgeralds eerste letter. Volgens recensent Kees 't Hart kan in Springer 'met een beetje fantasie' de televisieproducent John de Mol worden herkend.
In Hoetmers tweede roman, Schop me! (De Arbeiderspers, 2007), wisselen twee tijdsniveaus elkaar af. De ik-persoon is Fee Smit, een ander personage is haar nicht Valerie uit Parijs.
Op de achterflap wordt het boek Het beest in Daisy omschreven als 'Reviaanse chicklit'. In een interview in de Volkskrant suggereert ze dat ze misschien gezien kan worden als de vrouwelijke Ronald Giphart.

### Vertaling
In 2000 verscheen Adolf - Jawohl ik ben terug! (De Appelbloesem Pers, ISBN 9789070459239), een vertaling door Hoetmer van de strip Adolf - Äch bin wieder da. (1998, ISBN 3821829591) door Walter Moers.
- Digitale Bibliotheek voor de Nederlandse Letteren: hoet017
- Gemeinsame Normdatei: 133479986
- International Standard Name Identifier: 0000 0000 7876 3375
- Library of Congress Control Number: n2005075747
- Nederlandse Thesaurus van Auteursnamen: 203397797
- Virtual International Authority File: 79567576
- WorldCat: E39PBJwX8QHwW3CvVkpJwFkqwC